# Trị Quận
Trị Quận là một xã thuộc huyện Phù Ninh, tỉnh Phú Thọ, Việt Nam.
Xã Trị Quận có diện tích 10,17 km², dân số năm 1999 là 4519 người, mật độ dân số đạt 444 người/km².